# Eduard Viles
Eduard Viles Farreny, né le 8 février 1991 à Mediona, est un athlète espagnol, spécialiste du sprint et du relais.
Si son meilleur temps sur 100 m n'est que de 10 s 46, réalisé à Benicarló le 23 mai 2009, amélioré en 10 s 36 à Salamanque en 2013, il porte avec Bruno Hortelano, Sergio Ruiz et Ángel David Rodríguez le record espagnol du relais 4 x 100 m à 38 s 46 lors des championnats du monde à Moscou le 18 août 2013.